# Борденій-Марі
Борденій-Марі (рум. Bordenii Mari) — село у повіті Прахова в Румунії. Входить до складу комуни Скорцень.
Село розташоване на відстані 74 км на північ від Бухареста, 20 км на північний захід від Плоєшті, 66 км на південь від Брашова.

## Населення
За даними перепису населення 2002 року у селі проживали 1489 осіб, усі — румуни. Усі жителі села рідною мовою назвали румунську.